# Erika Soucy
Erika Soucy, née en 1987 à Portneuf-sur-Mer, est une poétesse, auteure et comédienne québécoise.

## Biographie
Erika Soucy est née à Portneuf-sur-Mer, sur la Côte-Nord, au Québec, le 5 décembre 1987.
Elle étudie en arts et lettres à Trois-Rivières, puis au Conservatoire d'art dramatique de Québec.
En 2007, elle cofonde L’Off-Festival de poésie de Trois-Rivières et en demeure la directrice artistique jusqu'en 2019,.
Son premier roman, Les murailles (VLB éditeur),, paru en février 2016, s’est mérité le Prix de création littéraire Bibliothèque de Québec-Salon international du livre de Québec.
Elle travaille avec les metteurs en scène Fabien Cloutier, Alexandre Fecteau et Maxime Robin, en plus de travailler sur des projets de scénarisation.
Elle participe à un projet de Bertrand Laverdure intitulé P.O.M.M.E. (Poésie Oralité Métal Musique Écrit), mis sur pied par les Productions Rhizome, qui rassemble des poètes avec le groupe québécois de musique trash métal Anonymus. Plusieurs spectacles de ce projet ont lieu, autant à Québec, qu'à Ottawa et Montréal, puis un disque vinyle est lancé,,.
En 2015, elle se retrouve sur la liste des 10 jeunes auteurs à surveiller de Marie-Louise Arsenault, l'animatrice de l'émission radiophonique Plus on est de fous, plus on lit! à ICI Radio-Canada Première.
Elle publie des textes dans diverses revues, comme Moebius, Françoise Stéréo, Lettres québécoises et Nuit blanche.
En janvier 2017, à la suite du passage de Bernard Gauthier, dit « Rambo », à l’émission télévisuelle Tout le monde en parle à l’antenne de Radio-Canada, Soucy publie une lettre ouverte sur son compte Facebook qui devient rapidement virale et est reprise par les médias québécois. La lettre est notamment republiée dans le Voir. L'auteure y défend le rôle crucial des femmes sur la Côte-Nord, mais aussi l'importance de la culture et de l'éducation pour l'avenir de la région.

## Œuvres

### Poésie
- Cochonner le plancher quand la terre est rouge, Trois-Pistoles, Éditions Trois-Pistoles, 2010, 65 p.  (ISBN 978-2-89583-215-7)
- L'Épiphanie dans le front, Trois-Pistoles, Éditions Trois-Pistoles, 2012, 71 p.  (ISBN 978-2-89583-261-4)
- Priscilla en hologramme, Montréal, Éditions L'Hexagone, 2017, 86 p.  (ISBN 978-2-89648-098-2)

### Roman
- Les murailles, Montréal, VLB éditeur, 2016, 150 p.  (ISBN 978-2-89649-673-0)

### Ouvrages collectifs
- « Amigore express », dans Monstres et fantômes (sous la direction de Stéphane Dompierre), Montréal, Québec Amérique, 2018, p. 219-235.  (ISBN 978-2-7644-3660-8)

### Disques
- Anonymus, Thierry Dimanche, Roger Des Roches, Erika Soucy, Benoît Jutras et Bertrand Laverdure, Poésie Oralité Métal Musique Écrit (P.O.M.M.E.), Productions Rhizome, Disque Vinyle et livret, 2012, 23 p.  (ISBN 978-2-98131-080-4)

## Prix et honneurs
- Prix Kenny-Rodgers-live-au-Théâtre-de-Baie-Comeau de l'Académie de la vie littéraire pour Cochonner le plancher quand la terre est rouge[21]
- Prix de création littéraire Bibliothèque de Québec-Salon international du livre de Québec 2017 pour Les murailles